# Dévényi Tibor (riporter)
Dévényi Tibor (Budapest, 1947. február 11. –) magyar újságíró, lemezlovas, műsorvezető.

## Életpályája
Eredetileg parodistának készült. Az 1960-as években tűnt fel mint könnyűzenei riporter.  Az 1970-es években az egyik első magyar disc jockey-ként vált híressé. Ekkoriban a Lemezlovas című zeneszámával is ismertté vált. Az 1980-as évek végén súlyos autóbalesetből gyógyult fel.
A Magyar Televízió számára készített Három kívánság (1984–1999) című műsorsorozatával lett országos hírű. A műsor lényege: lehetőséget teremteni arra, hogy kamaszkorú gyermekek találkozhassanak kedvenceikkel, sportolókkal, előadóművészekkel stb. Ismertté vált Tibi bácsi elintézi című műsorával is. Később olyan tévéműsorokat vezetett, mint a Torpedó és az Elektor kalandor.
A nagy generáció egyik ikonikus alakja 2018. október 6-án visszatért, az országos Retro Rádió hullámhosszán teljesíti a hallgatók és sztárok zenei kívánságait Három Kívánság című műsorában.

## Családja
2009 márciusában elvált feleségétől, két fia van, Dani és Máté.

## Könyv
- Három kívánság. Nemcsak gyerekeknek!; Hungalibri, Bp., 2000
- Dévényi Tibi bácsi. Mikrofon a húslevesben. Retró sztorik #1; összeáll. Lukács Gabriella; Metropolis Media, Bp., 2019

## Műsorai
- Sztárok a sztrádán (1981)
- Énekeljünk együtt (1983)
- A popzene műhelyei (1983)
- Három kívánság (1984)
- Elektor Kalandor (1990)
- Ebédeljen nálunk (1993)
- Csináljuk a Fesztivált! (2008)
- Három kívánság – Retro Rádió (2018)

## Filmjei
- Timur és csapata (1960)
- Bajor-show (2004)

## Díjai, elismerései
- A Magyar Köztársasági Érdemrend lovagkeresztje (2007)